# Aderus vegenotatus
Aderus vegenotatus is een keversoort uit de familie schijnsnoerhalskevers (Aderidae). De wetenschappelijke naam van de soort werd in 1934 gepubliceerd door Maurice Pic.